# بواكير (أدب)
البواكير هي أعمال أدبية  موسيقية أو فنية أنتجها المؤلفون خلال شبابهم. البواكير المكتوبة ما لو نُشرت، فإنها تظهر عادةً منشور بأثر رجعي، بعد مرور بعض الوقت على شهرة المؤلف لأعماله اللاحقة.